# Джанкарло Минарди
Джанкарло Минарди (на италиански: Giancarlo Minardi) е основател и мениджър на бившия тим от Формула 1 – Минарди.
Роден е във Фаенца, близо до Равена, Италия. Целият си живот прекарва около състезателни автомобили. Като младеж, неговото семейство е собственик на автомобилна къща ФИАТ и малка бензиностанция.